# Port Drzewny w Bydgoszczy

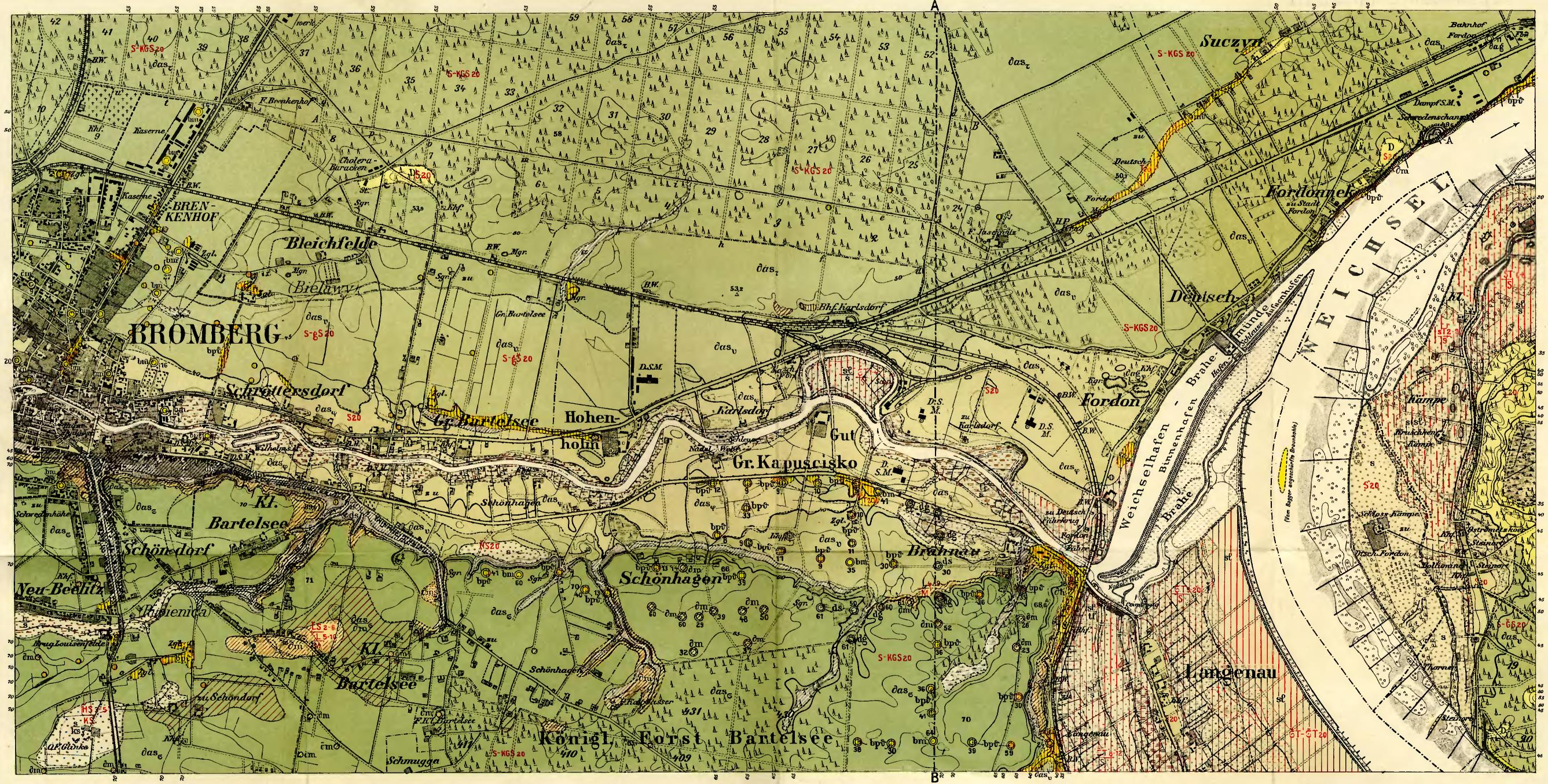
Mapa z 1902 r. przedstawiająca pierwszy Port Drzewny po kanalizacji Brdy w 1879

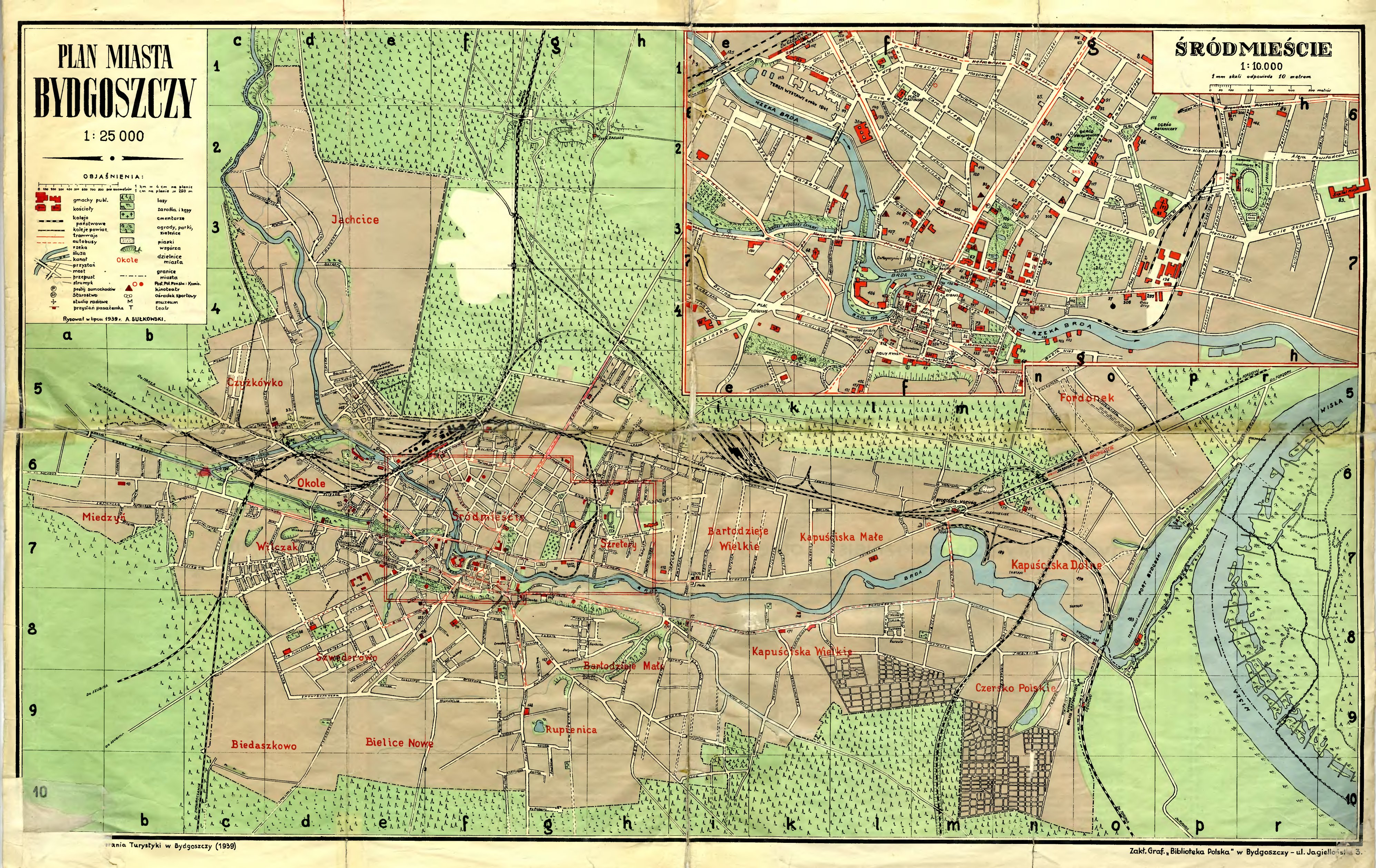
Plan Bydgoszczy z 1939 z poszerzonym Portem Drzewnym

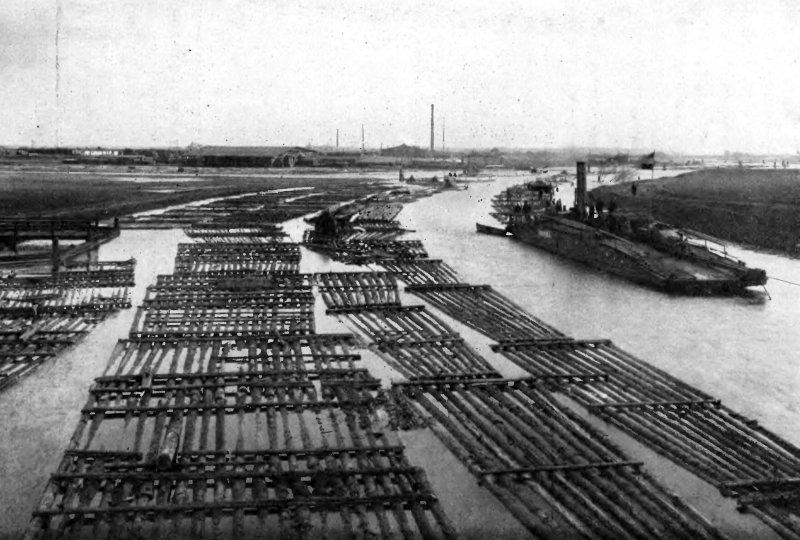
Spław drewna i holowanie tratw prowadzone przez Bydgoskie Towarzystwo Żeglugi Holowniczej Spółka Akcyjna – początek XX wieku

Port Drzewny w Bydgoszczy – akwen na rzece Brdzie w Bydgoszczy, służący do magazynowania drewna w jego spławie na zachód drogą wodną Wisła-Odra oraz przerobu w miejscowych zakładach przemysłu drzewnego.
Został zbudowany w 1879 roku, a rozbudowany w 1906. Po zmniejszeniu transportu drewna do Niemiec, co nastąpiło po roku 1920 był tylko częściowo wykorzystywany. W 1920 r. akwen w Brdyujściu zaadaptowano na tor regatowy, zaś nazwa „port drzewny” pozostała jako pojęcie używane w kontekście historycznym.

## Położenie
Port Drzewny w Bydgoszczy położony był w dolnym odcinku Brdy, w pobliżu ujścia tej rzeki do Wisły. Zajmował specjalnie urządzony akwen o powierzchni 60 ha oddzielony wałem od Wisły (dziś tor regatowy) oraz podpiętrzony odcinek Brdy o długości 6 km, od śluzy Brdyujście do śluzy Kapuściska.

## Historia 1879-1920
Geneza Portu Drzewnego w Bydgoszczy wiąże się ze wzrastającym od połowy XIX wieku spławem drewna Kanałem Bydgoskim do Niemiec.
O ile przez śluzę II Kanału Bydgoskiego w latach 1818–1822 prześluzowano średnio 800 tratw drewnianych rocznie, to w latach 1868–1872 było ich 30,6 tysiąca, czyli 38 razy więcej.
Średnioroczny spław drewna przez Kanał Bydgoski w latach 1873–1912:
| Nr | Lata      | Liczba tratw [tys.] | Waga drewna [tys. ton] |
| 1. | 1873-1877 | 39,7                | 403                    |
| 2. | 1878-1882 | 38,9                | 395                    |
| 3. | 1883-1887 | 37,6                | 383                    |
| 4. | 1888-1892 | 45,7                | 465                    |
| 5. | 1893-1897 | 36,9                | 376                    |
| 6. | 1898-1902 | 36,0                | 367                    |
| 7. | 1903-1907 | 43,2                | 441                    |
| 8. | 1908-1912 | 23,7                | 240                    |

Na przełomie XIX i XX wieku jedną z najlepiej rozwiniętych gałęzi przemysłu w Bydgoszczy był przemysł drzewny. Złożyło się na to przede wszystkim położenie geograficzne i komunikacyjne Bydgoszczy oraz rozwój stosunków handlowych Cesarstwa Niemiec z Rosją. Surowca dostarczały otaczające Bydgoszcz lasy oraz spławiano je w dużych ilościach Brdą z Borów Tucholskich. Główny szlak dostaw stanowiła jednak rzeka Wisła. Arterią tą podążało drewno z Królestwa Kongresowego i Galicji, Białorusi, Litwy i Ukrainy sprowadzane przez niemieckich kupców. Transport drzewa prowadzono drogą wodną Wisła-Odra przez Bydgoszcz, która partycypowała w odbiorze tego surowca, przeznaczając go na potrzeby przemysłu lokalnego. Praktycznie cały transport drzewa prowadzono drogą wodną, gdyż transport kolejowy był nieopłacalny.
Głównym portem drzewnym na wschodzie ówczesnego Cesarstwa Niemiec było Brdyujście, które przejmowało 61% drzewa spławianego tratwami na Wiśle. Resztę, tzn. 39% dostarczano nadwiślańskim tartakom między innymi do Solca Kujawskiego i Fordonu.

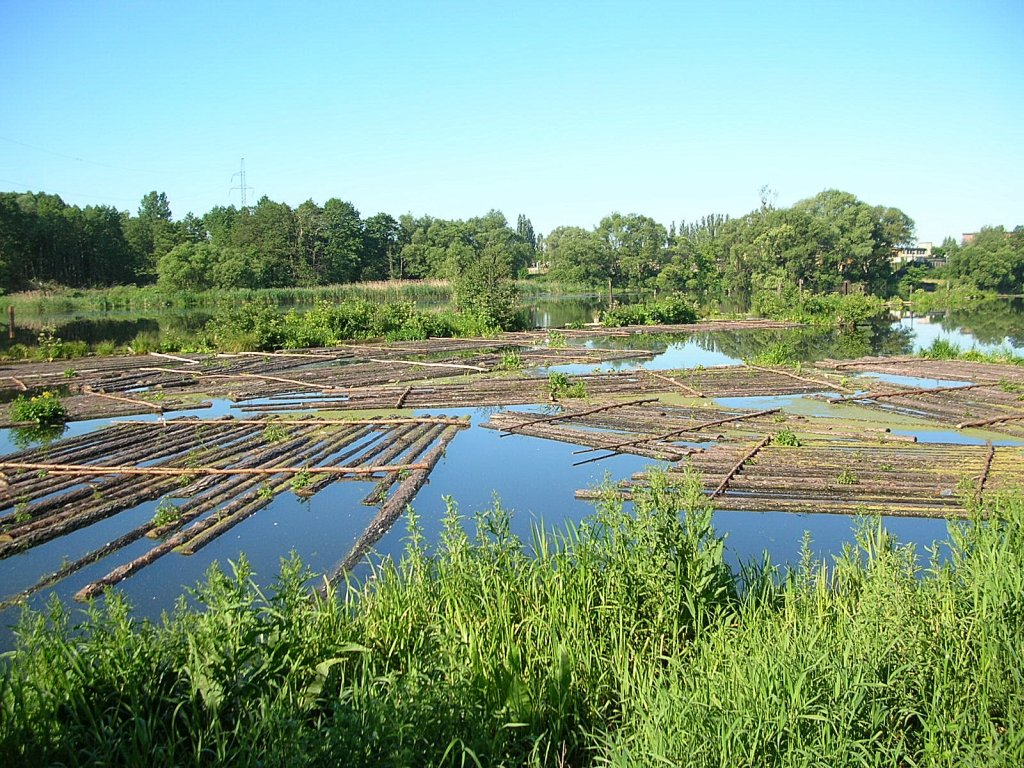
Tratwy na Brdzie w 2005 r.

Wzrastający ruch żeglugowy oraz konieczność składowania dużych ilości drewna oczekującego na spław Kanałem Bydgoskim stworzył potrzebę budowy akwenu, który służyłby do tego celu, a zarazem ustabilizował poziom Brdy. Dla skanalizowania dolnej Brdy i budowy portu drzewnego powstało w 1875 Bydgoskie Towarzystwo Akcyjne Portu (niem. Bromberger Hafen-Aktiengesellschaft). Jego członkami byli m.in. kupcy drzewni, właściciele tartaków i tratew.
Drewno spławiane Wisłą z Galicji i Królestwa Kongresowego przychodziło do Brdyujścia jesienią. Co roku duża liczba tratew pozostawała zimą na Wiśle między Bydgoszczą a Toruniem, co powodowało, że lody i wysoka woda rozbijały tratwy, unosząc je do Gdańska i przynosząc straty ich właścicielom. Aby temu zapobiec i ograniczyć straty, powstał projekt budowy portu drzewnego przy ujściu Brdy do Wisły. Opracował go kierownik Inspekcji Dróg Wodnych w Bydgoszczy – Garbe, który również nadzorował realizację tej inwestycji. Prace przeprowadzono w latach 1876–1879 na odcinku Brdy od Brdyujścia do śluzy Miejskiej. W pobliżu ujścia Brdy do Wisły wybudowano dwie śluzy i dwa jazy oraz wypełniono wodą akwen o powierzchni ok. 50 ha zwanym portem drzewnym lub portem bydgoskim.
Port Drzewny składał się z portu zewnętrznego i wewnętrznego. Port zewnętrzny (awanport) stanowiła przestrzeń o powierzchni 9 ha między Wisłą a śluzą Brdyujście, gdzie było schronisko dla statków i tratew przybywających od strony Wisły oraz miejsce postoju dla ich prześluzowania. Powyżej śluzy Brdyujście znajdował się port wewnętrzny przeznaczony do składowania tratew w celu ich ochrony przed powodziami na Wiśle oraz służący jako rynek drzewny. Jego powierzchnia wynosiła 50 ha, długość 1,65 km, szerokość 330 m i głębokość 2 m. Posiadał on wbite w dno pale drewniane do przywiązywania tratew, które rozdzielały akwen na trzy pasma wody. Od strony Wisły zbudowano wał o długości 3 km, który miał chronić obie części portu drzewnego.
Gdy rozpoczęto eksploatację portu zgodnie z jego przeznaczeniem, straty na ubytkach drzewa spadły do minimum, a dochody z portu i śluz były tak wysokie, że w ciągu 20 lat koszty zostały zwrócone. 1 stycznia 1899 Bydgoskie Towarzystwo Akcyjne Portu przekazało port na własność państwa. Inwestycja ta spowodowała rozkwit w handlu drzewnym na terenie Bydgoszczy, w konsekwencji czego akwen uznano za niewystarczający do magazynowania wciąż rosnącej liczby tratew. W związku z tym miasto Bydgoszcz i Cesarstwo Niemieckie postanowiły wybudować tzw. port rozszerzony powyżej mostu portowego. Zaplanowane prace przeprowadzono w latach 1905–1907 kosztem 0,9 mln marek. Polegały one na budowie jazu walcowego, przy jednoczesnej likwidacji jazu i śluzy Kapuściska. Zwiększona wysokość piętrzenia wody spowodowała zalanie terenów sąsiadujących z rzeką na odcinku ok. 5 km, aż do portu rzecznego w rejonie wyspy na Zimnych Wodach oraz poszerzenie i wydłużenie portu wewnętrznego. W ten sposób przekształcono całą dolną część Brdy w akwen portowy dla spławu drzewa z Wisły w kierunku zachodnim. Dodatkowo poprawiono warunki żeglugowe, gdyż zlikwidowano śluzę i wyrównano poziom wody od Brdyujścia do centrum Bydgoszczy.

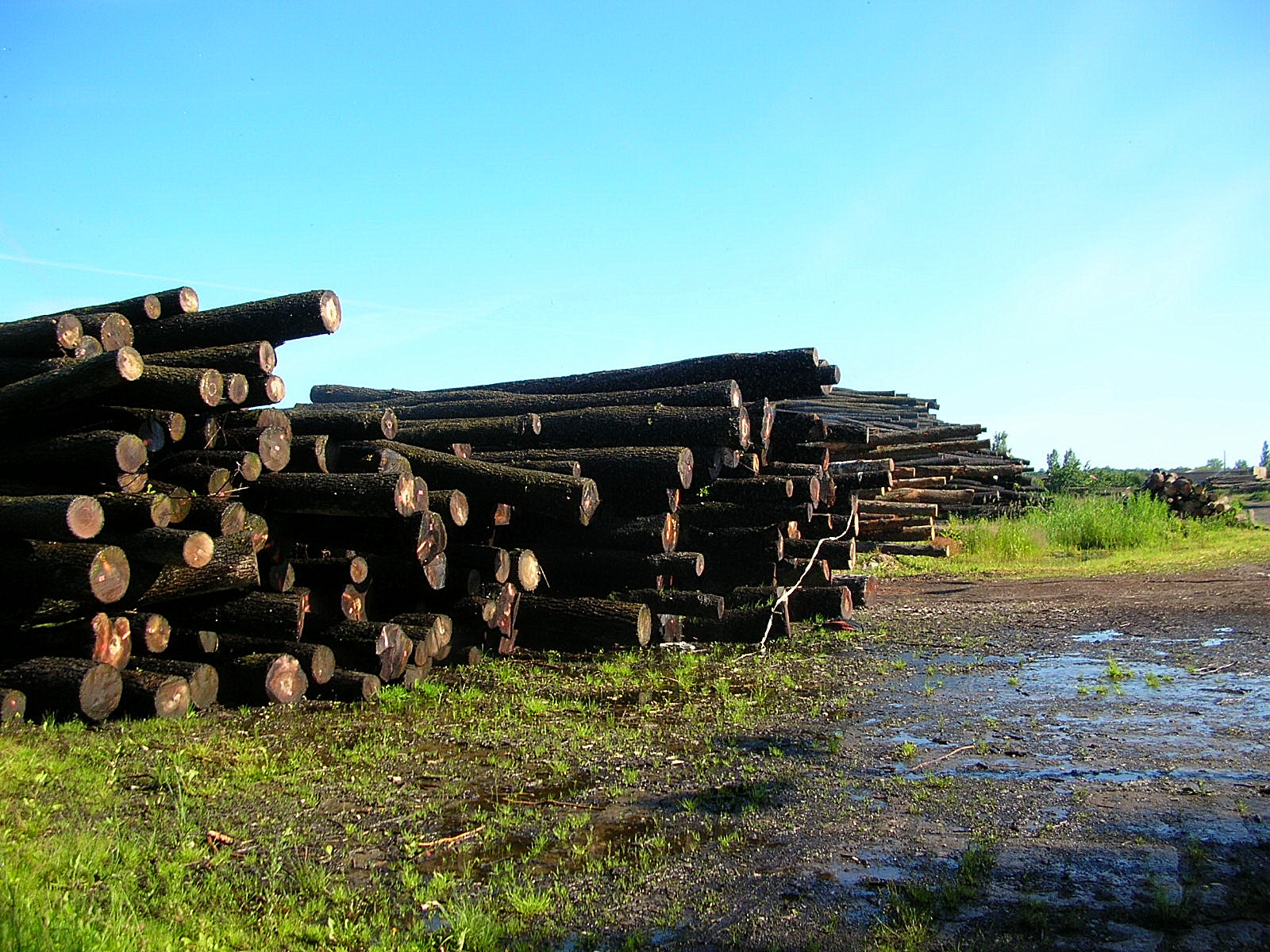
Drewno składowane na nabrzeżach rzeki

Poszerzony port drzewny umożliwiał magazynowanie surowca w okresie letnim, gdy tartaki bydgoskie i Kanał Bydgoski nie mogły go przejąć w całości, a także zimą w celu ochrony przed krami i powodziami z Wisły. W Kapuściskach mieścił się port przeładowczy połączony bocznicami z linią kolejową. Obejmował ona 200 m brzegu i 3,9 ha wody. Wzdłuż dolnej Brdy aż po Bartodzieje ciągnęły się porty zlokalizowanych nad rzeką tartaków, w których znajdowały się miejsca postoju tratew.
Port bydgoski był w tym czasie największym śródlądowym portem drzewnym w Niemczech, dzięki ogromnej ilości tranzytu spławianego Wisłą drzewa. Port ten, o pojemności 1 mln m³, gwarantował miejscowym tartakom pełne zaopatrzenie w dostateczną ilość surowca potrzebnego do przerobu.
Roczny spław drewna przez śluzę Brdyujście wynosił w czasach eksploatacji portu drzewnego (1879-1916) przeciętnie 2–3 mln m³. W 1905 r. wrósł do 4,5, a w 1906 r. do 4,8 mln m³, co stanowiło ⅓ rocznego dowozu drewna do Cesarstwa Niemieckiego.

## Wpływ portu na rozwój przemysłu drzewnego w Bydgoszczy

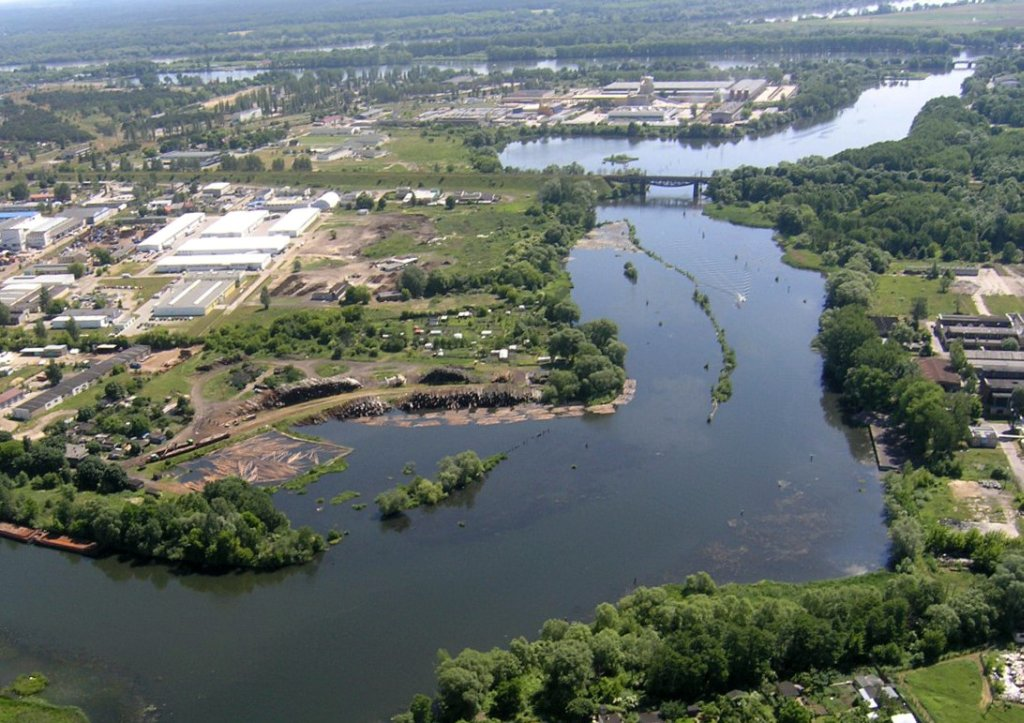
Port Drzewny w ujściowym odcinku Brdy (2005 r.)

Początkowo większość drzewa pochodzącego z Wisły była spławiana Kanałem Bydgoskim na zachód do Niemiec. Jednak z czasem, na skutek podrożenia kosztów spławu, zwiększał się procent drzewa przeznaczonego do przecieru w tartakach bydgoskich. Punktem kulminacyjnym tranzytu drzewa przez Bydgoszcz był rok 1906. W późniejszych latach import drzewa wykazywał pewne wahania, ale nigdy już nie osiągnął poziomu z 1906. W związku z dużym wykorzystaniem portu drzewnego, w 1907 r. wprowadzono opłaty za składowanie w nim drewna.
Ogromny rezerwuar surowca przyczynił się do powstania wielu przedsiębiorstw przemysłu drzewnego w Bydgoszczy, które zajmowały nabrzeża dolnej Brdy. O lokalizacji zakładów nad rzeką decydowały względy praktyczne, gdyż droga wodna ułatwiała dowóz potrzebnego surowca, dawała możliwość założenia własnego portu drzewnego, magazynowania drzewa przeznaczonego do obróbki i zbytu wyprodukowanych artykułów transportem wodnym. Na początku XX wieku na brzegach Brdy zlokalizowanych było kilkadziesiąt tartaków, stolarni i innych fabryk wykorzystujących drzewny surowiec. Natomiast w Śródmieściu Bydgoszczy, w zakładach nie połączonych z drogą wodną koncentrował się przeważnie drobny przemysł drzewny (stolarnie, fabryki mebli).
Gwałtowny rozwój przemysłu drzewnego w Bydgoszczy nastąpił po 1890. W latach 1890–1907 przeciętnie działało od 10 do 25 czynnych tartaków. Około 12 z nich było dużymi zakładami należącymi do berlińskich handlarzy drewnem.
Największe tartaki w Bydgoszczy w okresie 1875-1910:
| Nr  | Tartak                          | Właściciel                       | Rok powstania | Lokalizacja     | Liczba zatrudnionych (1907) | Przerób drewna [tys. m³] |
| --- | ------------------------------- | -------------------------------- | ------------- | --------------- | --------------------------- | ------------------------ |
| 1.  | Tartak przy Młynach Królewskich |                                  | XV wiek       | Wyspa Młyńska   |                             |                          |
| 2.  | Mariański                       | Oskar Peter                      | 1874          | Kapuściska      | 50                          | 30                       |
| 3.  | Carlsmühle                      | Carl Bumke                       | 1875          | Kapuściska      | 70                          | 40                       |
| 4.  | Victoriamühle                   | Pulvermacher&Dyck                | 1874          | Śródmieście     | 70                          |                          |
| 5.  | Wilhelmsmühle                   | Schramm                          | 1874          | Siernieczek     | 100                         |                          |
| 6.  | Tartak C.A. Franke              | Hermann Franke                   | 1881          | Stare Miasto    | 65                          |                          |
| 7.  | Tartak S. Seliga                | Salomon Selig                    | 1891          | Kapuściska      | 250                         | 85                       |
| 8.  | Tartak Lloyda                   | Bydgoskie Towarzystwo Holownicze | 1892          | Czersko Polskie | 70                          | 30                       |
| 9.  | Tartak Lloyda                   | Bydgoskie Towarzystwo Holownicze | 1899          | Siernieczek     | 120                         | 55                       |
| 10. | Johannismühle                   | Carl Rose                        | 1907          | Kapuściska      |                             | 10                       |
| 11. | Tartak D. Francke               | David Francke Söhne              | 1900          | Siernieczek     | 150                         | 50                       |
| 12. | Tartak S.D. Jaffe               | S.D. Jaffe                       | 1900          | Bartodzieje     | 300                         | 60                       |

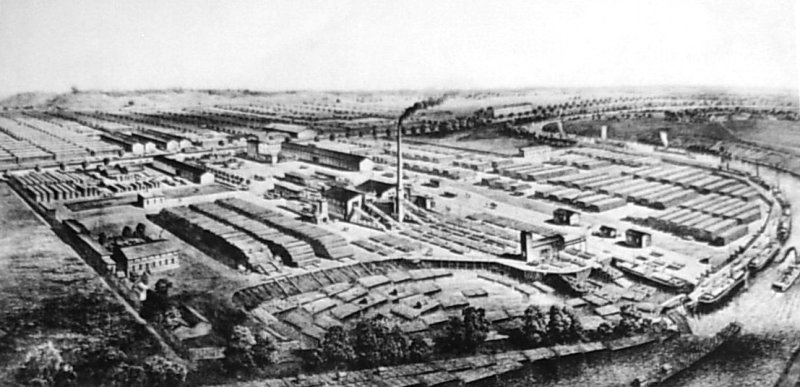
Tartak Salomona Seliga przy ul. Toruńskiej – początek XX wieku

W 1907 we wszystkich tartakach bydgoskich przerobiono 500 000 m³ drzewa, przy zatrudnieniu około 1600 robotników. Na początku XX wieku było w Bydgoszczy 83 stolarni i parkieciarni, w tym 8 większych oraz 3 istniejące przy tartakach. Istniało również 8 stolarni meblarskich, w tym największa w Bydgoszczy fabryka mebli Fryderyka Hegego, zatrudniająca 200 osób (późniejsze Bydgoskie Fabryki Mebli), której produkty eksportowano do wielu krajów Europy. Pozostałe fabryki przemysłu drzewnego to fabryki listew, skrzyń do cygar, brykietów drzewnych, żaluzji, ram oraz tokarnie.
Dla potrzeb przemysłu drzewnego powstały również przedsiębiorstwa wytwarzające maszyny i urządzenia do obróbki drewna (traki, piły, kotły parowe), z których niektóre przedsiębiorstwa istnieją do czasów obecnych (np. Fabryka Obrabiarek do Drewna, BZE Belma itd.) Cały przemysł drzewny rozwinięty w Bydgoszczy dzięki tranzytowi drewna drogą wodną do Niemiec oraz możliwości jego składowania w Porcie Drzewnym zatrudniał w okresie największego rozwoju 6,2 tys. pracowników.
Odbiorcą produktów drzewnych z Bydgoszczy był rynek niemiecki, w tym przede wszystkim Berlin (85% udział), do którego transport odbywał się drogą wodną.

## Historia po 1920 r.

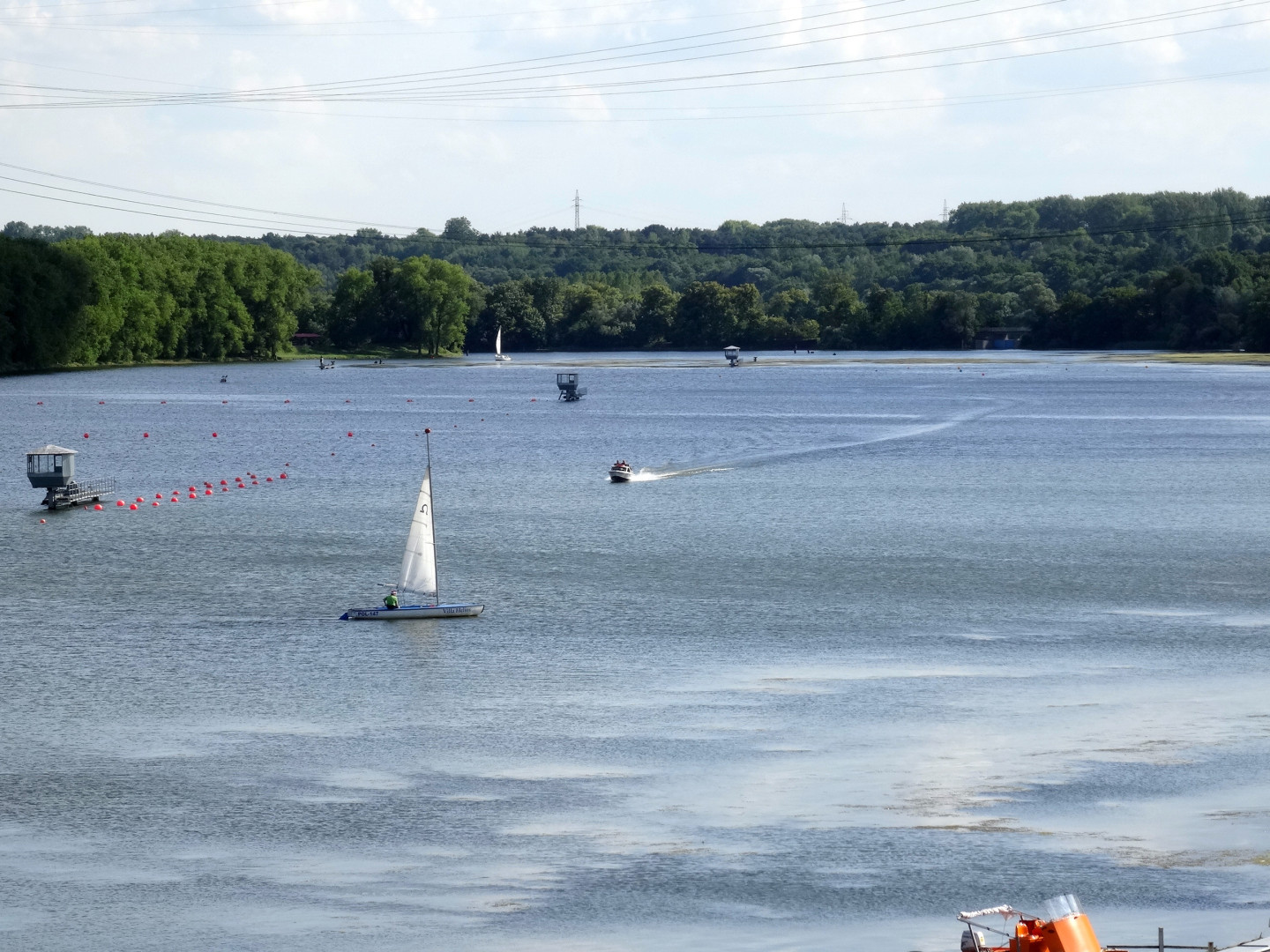
Port wewnętrzny, dzisiaj tor regatowy

Odzyskanie niepodległości przez Polskę i związana z tym zmiana granic politycznych oraz przecięcie drogi wodnej Wisła-Odra granicą z Niemcami spowodowały zmniejszenie spławu drewna w kierunku zachodnim. Po wojnie celnej z Niemcami, handel drzewny w Bydgoszczy uległ zahamowaniu na rzecz rozwoju handlu wyrobami przetworzonymi, głównie meblami.
Bydgoski port drzewny, a zwłaszcza tzw. port wewnętrzny wykorzystywano odtąd w znacznie mniejszym stopniu do magazynowania drewna. Umożliwiło to przekształcenie akwenu w tor do rozgrywania regat wioślarskich i kajakarskich. W dwudziestoleciu międzywojennym rozgrywano na nim corocznie Wszechpolskie Regaty Wioślarskie, a w 1929 rozegrano mistrzostwa Europy w Wioślarstwie. Znaczenie gospodarcze zachował natomiast poszerzony odcinek Brdy powyżej mostu portowego, który nadal stanowił port drzewny dla licznych tartaków i przedsiębiorstw przemysłu drzewnego rozlokowanych na nabrzeżach rzeki.
W 1925 powołano w Bydgoszczy jedyną w kraju Giełdę Drzewną, m.in. z uwagi na atut portu drzewnego, który na 95 ha powierzchni mógł pomieścić 300 tys. m³ drewna. W Bydgoszczy znajdowało się nadal kilkanaście dużych tartaków, otwarto także kilka nowych. Jednak po 1924 wskutek załamania eksportu i zastoju na rynku, ograniczono w nich produkcję, a część zamknięto. W drugiej połowie lat 30. XX w. utrzymały się tylko tartaki małe i kilka średnich oraz jeden duży tartak Lasów Państwowych rozbudowany po 1935 zatrudniający 500 osób. Zatrudnienie w bydgoskim przemyśle drzewnym wynosiło: 1,5 tys. osób w 1923, 1,6 tys. w 1930 do 0,8 tys. w 1932. Do najważniejszych zakładów przemysłu drzewnego należały Fabryka Płyt Klejonych (dzisiaj Bydgoskie Zakłady Sklejek) oraz Fabryka Mebli O. i K. Pfefferkorna (dzisiaj Bydgoskie Fabryki Mebli).
Obecnie dolny odcinek rzeki Brdy nadal jest użytkowany do magazynowania tratew drewnianych, lecz w znacznie mniejszym stopniu z uwagi na likwidację wielu przedsiębiorstw przemysłu drzewnego. Gospodarczo wykorzystuje rzekę kilka zakładów (Bydgoskie Zakłady Sklejek, Bydgoska Fabryka Kabli) rozlokowanych nad dolną Brdą.